# Кутлубаева, Ракия Шайхаттаровна
Ракия Шайхаттаровна Кутлубаева (тат.  Котлыбаева Ракыя Шәйхәттәр кызы) (май 1886, Казань — 1966, Уфа) — выпускница медицинского факультета Казанского университета (1912), одна из первых врачей-мусульманок, акушер-гинеколог. Кавалер ордена «Знак Почёта». Заслуженный врач Башкирской АССР (1942), Заслуженный врач РСФСР (1944).

## Биография
Ракия Шайхаттаровна (Аттаровна) родилась в мае 1886 года в Казани в семье отставного капитана Шайхаттара Губаева. Окончила Ксенинскую гимназию в городе Казани. В 1902 году сдала экстерном экзамен на аттестат зрелости в Царскосельском лицее. Ракия хотела получить образование, стать полезным для общества человеком, найти свое место в обществе. Но родители считали, что место мусульманской женщины — в семье и запретили ей даже думать о продолжении учебы.
Ракия решила выйти замуж за выпускника медицинского факультета Казанского университета, дворянина Уфимской губернии Искандара Мустафовича Кутлубаева, так как он знал о мечте своей невесты и обещал ей всяческую поддержку.
В 1904 году Ракия училась в Санкт-Петербургском медицинском институте, но была вынуждена вернуться в Казань из-за материальных трудностей и проблем с маленьким ребенком. 2 сентября 1906 года она пишет прошение на имя ректора Казанского университета с просьбой принять на второй курс медицинского факультета. Первая русская революция оказала благотворное влияние и на систему образования, и ректор университета удовлетворил просьбу Ракии — она была принята в университет в качестве вольнослушательницы.
Кутлубаева училась хорошо, в 1906/1907 учебном году сдала экзамены за пятый семестр второго и третьего курсов.
В 1907—1908 учебном году она сдала экзамены за четвертый, в 1908—1909 учебном году — за пятый курс. Для получения звания врача нужно было сдать экзамен перед квалификационной («испытательной») комиссией, а женщине пройти этот экзамен в то время было сложно. Лишь 1912 году она «выдержала эти экзамены» и получила диплом врача. Началась для неё карьера акушер-гинеколога в Казани, затем в 1913 году с детьми переехала в Уфу по приглашению свёкра — Мустафы Вильдановича Кутлубаева. Свёкор протянул руку помощи молодой вдове своего рано ушедшего по собственной воле сына Искандара. Потомственный дворянин из башкир Мустафа Вильданович Кутлубаев был избран гласным в Уфимское губернское земское собрание от Белебеевского уезда, был в Уфе влиятельным человеком. В конце 19 века (до 1896 года), затем с 1912 года он был мировым судьей в городе Бирске.

## Врачебная деятельность в Уфе
В 1913 году в Башкортостане была 51 больница, в них заботились о здоровье населения 143 врача и 342 фельдшера. Функционировали в регионе 69 амбулаторий и 52 фельдшерских пункта, в городах было 22 места для рожениц, а в сельской местности их вообще не было. Сохранялась высокая детская смертность: из 100 детей первого года жизни умирало 29. Средняя продолжительность жизни достигала лишь 28—29 лет, так как были распространены различные болезни, эпидемии тифа и холеры временами, повторявшиеся в стране, уносили жизни тысяч матерей и детей.
Революции начала XX века, изменения в жизни общества способствовали улучшению дел и в сфере медицины. Но вести эту работу было очень тяжело, особенно сложно было работать с мусульманским населением из-за множества религиозных запретов.
27-летнюю Ракию Кутлубаеву приняли на должность акушера-гинеколога в Уфимскую городскую больницу имени Фёдора Егоровича Чижова (улица Цюрупы, 48 — дом снесен), через три года она стала заведующей родильным отделением этой больницы.
Однажды к врачу Р.Кутлубаевой пришел хмурый башкир и попросил помочь жене. Но на предложение привезти жену в больницу, наотрез отказался, пришлось врачу поехать к роженице домой. Роды были тяжелыми, и нужно было срочно делать операцию. С большим трудом врачу удалось уговорить мужчину везти жену в больницу. Это была первая операция кесарева сечения в Уфе — и мать и ребёнок остались живы. Это событие произвело на уфимцев сильное впечатление.
После революционных событий 1917 года, Уфа не раз оказывалась в центре бурных событий. В середине 1918 года в Уфе была свергнута Советская власть, жены и родственники большевистских деятелей были арестованы белыми и содержались в качестве заложников в тюрьме (жена наркома продовольствия РСФСР Цюрупы Мария Петровна, жена наркома финансов Н. П. Брюханова Вера Николаевна Брюханова, жена и сестра председателя ВСНХ Архангельского). Связь с ними родственники поддерживали через врача Ракию Кутлубаеву, которая лично добилась разрешения посещать заключенных.
Ракия Шайхаттаровна поддерживала многих и словом и делом в тяжелые годы, особенно творческую интеллигенцию, предоставляла им кров в своем доме на улица Тукаева (дом бывшего муфтия Сулейманова). В 1930 годы, когда она была арестована, женщины Уфы подняли шум, неизвестно, по этой ли причине или из-за острой нехватки врачей, её вскоре освободили.
По её инициативе были открыты роддом № 1 города Уфы и первая женская консультация (1924), которые работают и поныне. Одной из первых она организовала школу матерей в Уфе, где матерей обучали научным основам воспитания детей.
Врач Р. Ш. Кутлубаева пользовалась заслуженным уважением среди населения, поэтому она была избрана депутатом Верховного Совета СССР 2-го созыва (в списке депутатов значится как Ракия Аттаровна Кутлубаева).
В годы Великой Отечественной войны (1941—1945) врач Р. Кутлубаева работала в госпиталях города Уфы, проводила большую противоэпидемическую работу, продолжала обслуживать население.
Ей было присвоено звание Заслуженного врача Башкирской АССР (1942), Указом Президиума Верховного Совета СССР от 17 сентября 1943 года она была награждена орденом «Знак Почёта». В 1944 году Кутлубаевой было присвоено звание Заслуженный врач РСФСР.
Её дочери Кадрия и Адиля стали врачами. Внук — Александр Самцов тоже был врачом, работал в городе Уфе, сотрудничал с журналом «Бельские просторы», занимался изучением истории рода Кутлубаевых. Кадрия Искандаровна Кутлубаева — военврач 3 ранга 112-й Башкирской кавалерийской дивизии была награждена орденом Отечественной войны I степени за героизм и личное мужество, проявленные на фронте в 1943 году.

## Память
На доме, где жила Ракия Шайхаттаровна Кутлубаев на улице Тукаева в городе Уфе, установлена памятная доска.
Архив Р. Ш. Кутлубаевой был передан её близкими Казанскому государственному университету. Фотографий не сохранилось.